# 安川慶一
安川 慶一（やすかわ けいいち、1902年（明治35年） - 1979年（昭和54年））は、木工家、建築家。
富山市民芸館（富山市民俗民芸村内）初代館長。

## 略歴
- 1902年 富山県立山町に生まれる。
- 1927年 京都市に柳宗悦を訪ねる。河井寛次郎、芹澤銈介、バーナード・リーチ、濱田庄司、棟方志功との親交が始まる。
- 1932年 外村吉之介と書簡で交流を始める。
- 1945年 富山民藝協会を結成。
- 1948年 松本民芸家具の製作指導に協力、北陸銀行の家具一式をデザイン。
- 1967年 富山県八尾町の農家を移築、改築した松本民芸生活館を設計。池田三四郎と全国で古民藝を蒐集。

## 著書
- 『生涯求美-蒐集と周辺』 用美社、1990年